# Daniel Høegh
Daniel Mathias Høegh (Odense, 6 gennaio 1991) è un calciatore danese, difensore dei Randers.

## Carriera

### Club
Cresce calcisticamente nelle giovanili dell'Odense con cui ha esordito tra i professionisti nel 2010. Dall'esordio al 2015 ha ottenuto 104 presenze e ben 5 gol in campionato.
Il 1º luglio 2015 viene acquistato dal Basilea per 1,5 milioni di euro.

### Nazionale
Nel 2013 ha esordito con la nazionale danese.

## Statistiche

### Cronologia presenze e reti in nazionale
| Cronologia completa delle presenze e delle reti in nazionale ― Danimarca | Cronologia completa delle presenze e delle reti in nazionale ― Danimarca | Cronologia completa delle presenze e delle reti in nazionale ― Danimarca | Cronologia completa delle presenze e delle reti in nazionale ― Danimarca | Cronologia completa delle presenze e delle reti in nazionale ― Danimarca | Cronologia completa delle presenze e delle reti in nazionale ― Danimarca | Cronologia completa delle presenze e delle reti in nazionale ― Danimarca | Cronologia completa delle presenze e delle reti in nazionale ― Danimarca |
| Data                                                                     | Città                                                                    | In casa                                                                  | Risultato                                                                | Ospiti                                                                   | Competizione                                                             | Reti                                                                     | Note                                                                     |
| ------------------------------------------------------------------------ | ------------------------------------------------------------------------ | ------------------------------------------------------------------------ | ------------------------------------------------------------------------ | ------------------------------------------------------------------------ | ------------------------------------------------------------------------ | ------------------------------------------------------------------------ | ------------------------------------------------------------------------ |
| 26-1-2013                                                                | Tucson                                                                   | Canada                                                                   | 0 – 4                                                                    | Danimarca                                                                | Amichevole                                                               | -                                                                        | 76’                                                                      |
| Totale                                                                   |                                                                          | Presenze                                                                 | 1                                                                        |                                                                          | Reti                                                                     | 0                                                                        |                                                                          |

## Palmarès

### Club

#### Competizioni nazionali
- Campionato svizzero: 2

Basilea: 2015-2016, 2016-2017
- Coppa Svizzera: 1

Basilea: 2016-2017
- Coppa di Danimarca: 1

Midtjylland: 2021-2022